# Paragymnopleurus spinotus
Paragymnopleurus spinotus är en skalbaggsart som beskrevs av Antoine Boucomont 1914. Paragymnopleurus spinotus ingår i släktet Paragymnopleurus och familjen bladhorningar. Inga underarter finns listade i Catalogue of Life.